# PediaPress
A PediaPress GmbH é uma empresa de desenvolvimento de softwares e impressão sob demanda sediada em Mogúncia, Alemanha. É subsidiária da Brainbot Technologies AG.
A PediaPress disponibiliza um serviço online que permite que os usuários criem livros personalizados a partir de conteúdos wiki, um exemplo da tecnologia web-to-print (publicação remota).
A PediaPress e a Wikimedia Foundation são parceiras desde dezembro de 2007. O software da PediaPress é integrado à Wikipédia, e pode ser acessado na barra lateral de navegação de cada página através do botão "criar um livro". A PediaPress possui contrato com a Lightning Source, uma subsidiária da Ingram Industries, tornando possível a impressão dos livros. A Wikimedia Foundation recebe 10% do valor bruto da venda de cada livro.